# Ubundu
Ubundu, in der Zeit des Kongo-Freistaats bekannt als Ponthierville oder Ponthierstad, ist eine Stadt in der Provinz Tshopo der Demokratischen Republik Kongo und das Verwaltungszentrum des gleichnamigen Territoriums. Die Stadt liegt am Lualaba-Fluss (bzw. am Oberlauf des Kongo), direkt oberhalb der Boyomafälle.
Da der Fluss von hier flussabwärts nach Kisangani nicht schiffbar ist, wurde eine Schmalspurbahn entlang des Flusses gebaut, um die Siedlungen miteinander zu verbinden. Diese wurde während der Kolonialzeit von der Compagnie du chemin de fer du Congo supérieur aux Grands Lacs africains (CFL) gebaut und betrieben, deren Eisenbahn- und Flussdampferdienst Kisangani mit dem südlich gelegenen Katanga verband. Heute wird die Strecke von der SNCC betriebenen. Oberhalb von Ubundu ist der Fluss bis Kasongo schiffbar.
Die Stadt hatte 2004 11.761 Einwohner und 2012 13.798 Einwohner.
Während der Kolonialzeit war der Ort nach Pierre Ponthier, einem belgischen Kolonialoffizier, benannt.
1951 kamen Katharine Hepburn, Humphrey Bogart und das Team des Films „African Queen“ mit dem Zug nach Ubundu, um im Dschungel zu filmen. Damals wurde die Stadt als „pretty colonial outpost“ (deutsch: ziemlich kolonialer Außenposten) beschrieben.
Während des Zweiten Kongokrieges kam es in der Gegend zu schweren Kämpfen. Um 2003 hatte die Stadt keinen Strom und nur sehr wenige Einrichtungen und galt als sehr gefährlicher Ort.

## Söhne und Töchter der Stadt
- Faustin Linyekula (* 1974), Tänzer und Choreograf